# Isothiazolinon
Isothiazolinon ist eine heterocyclische, organische Verbindung. Sie leitet sich vom Cyclopentanon ab, welches mit Stickstoff und Schwefel substituiert ist, sowie eine Doppelbindung enthält. Es stellt den Grundkörper der Isothiazolinone dar und wird in substituierter Form als Biozid verwendet.

## Synthese
Es wurden verschiedene Arten der Synthese vorgeschlagen. Eine gängige Methode ist die Chlorierung von 3-Mercaptopropionsäure und anschließende Cyclisierung und Oxidation. 